# トンビリ

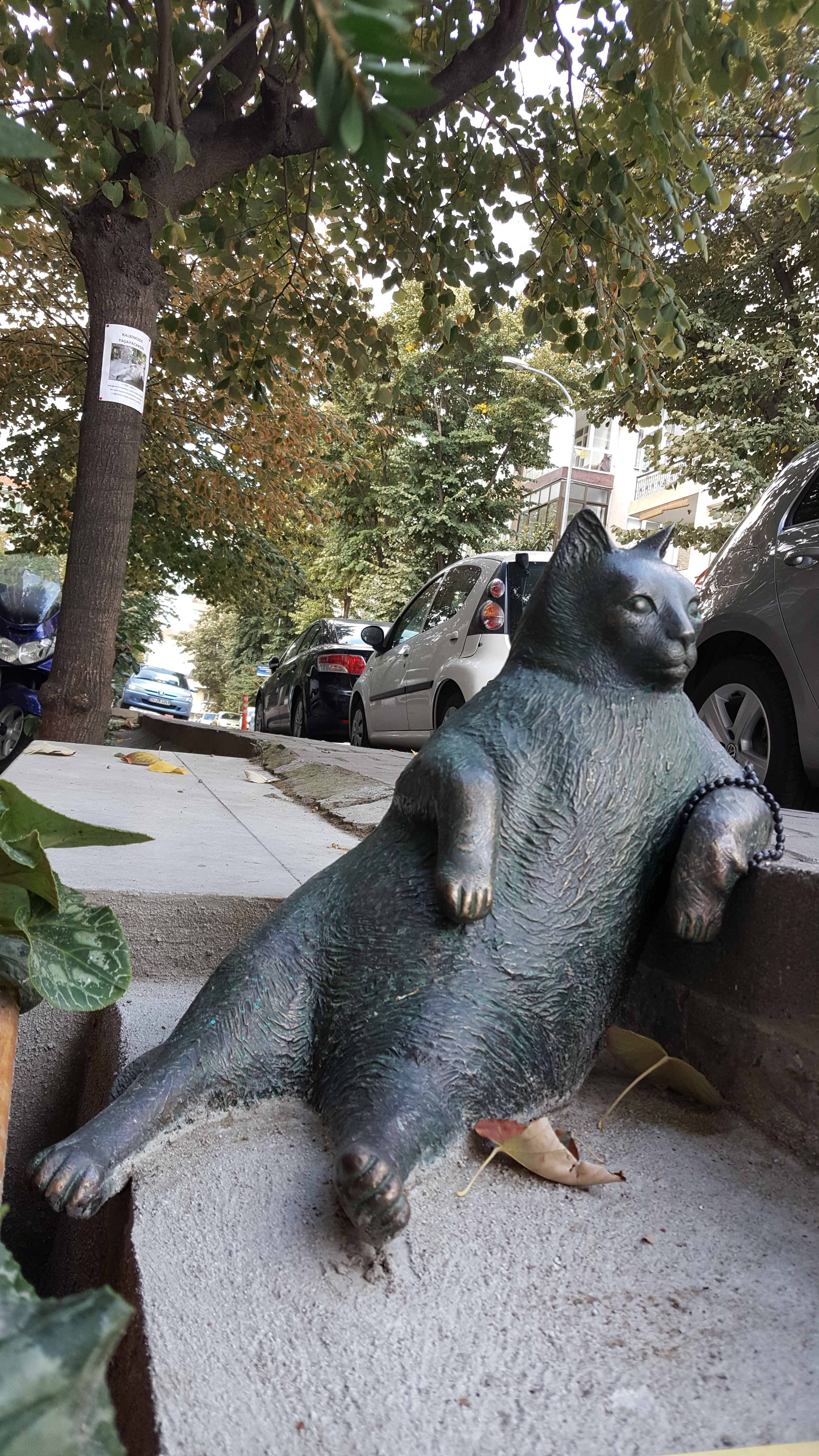
イスタンブールのカドゥキョイにあるトンビリの銅像

トンビリ（生年不明 - 2016年8月1日）はイスタンブールの地域猫。舗道の階段に寝そべっている写真によって、世界的に知られるようになった。イスタンブール市では、彼女の死後に記念碑が作られている。

## 生涯
トンビリ（トルコで一般的な、ぽっちゃりしたペットの愛称である）は、イスタンブールのカドゥキョイにあるジヴェルベイ・ヴィラに住む野良猫だった。この猫は、人懐っこく、また、階段に寄りかかっている姿が近所の住民に人気があった。階段に寄りかかるポーズの写真がソーシャル・ネットワーキング・サービスに載せられたのをきっかけに、この猫は世界中に知られるようになり、インターネット・ミームとなった。カドゥキョイ地区で彼女はカルト的な人気を得て地域猫となった。2016年、彼女は重い病気にかかり、ついに8月初旬亡くなった。

## 銅像
彼女の死後、彼女を追悼する嘆願書に1万7千人の署名が集まり、カドゥキョイ市のAykurt Nuhoğlu市長は、彼女の生涯を公式に記念することに同意した。地元の彫刻家であるセヴァル・シャヒンが、彼女の有名なポーズを再現した彫刻を作り、2016年10月4日の世界動物の日にお披露目された。お披露目では何百人もの人々がイベントに参加し、カドゥキョイ市のBaşar Necipoğlu副市長がスピーチを行った。またその模様がトルコのテレビで放映された。

### 盗難と返却
イベントから一ヶ月後、彫刻は行方不明になった。ソーシャルメディアに公開されたのは、彫刻があった場所に真鍮製のプレートのみが残されている写真だった。カドゥキョイ市は2016年11月8日に、像が盗まれたことを発表した。このことは、トルコ国内だけでなく他の国々でも反響を呼び、心配の声が寄せられた。トルコの新聞記者であるトゥンジャイ・オズカンは、「彼らはトンビリ像を盗んだ。彼らは美しいものすべての敵だ。彼らが知っているのは、憎しみと涙と戦争だけだ。」と報道した。しかし、2016年11月10日、無事に銅像は返還された。